# أندي فروست
أندي فروست هو مقدم برامج إذاعية كندي، ولد في 15 أبريل 1956 في وينيبيغ في كندا.

## وصلات خارجية
- الموقع الرسمي